# L'Incroyable Aventure de Bella
Pour plus de détails, voir Fiche technique et Distribution.
L'Incroyable Aventure de Bella est un film dramatique américain réalisé par Charles Martin Smith, sorti en 2019.

## Synopsis
Dans la ville de Denver, sous un tas de ruines, une jeune chienne vit avec des chats jusqu'au jour où elle rencontre Lucas. L'humain donne comme nom au chien Bella. Malheureusement, Bella est considérée comme un pitbull, une race de chiens interdite à Denver, ce qui oblige Lucas à envoyer sa chienne chez des amis à Farmington le temps qu'il trouve une nouvelle résidence ailleurs. Bella, ne sachant pas que Lucas reviendra bientôt, décide de partir pour retrouver son humain mais pour ça elle devra parcourir un très long voyage de deux ans, qui ne manquera pas d'aventure, de danger et de nouvelles rencontres.

## Fiche technique
- Titre francophone : L'Incroyable Aventure de Bella
- Titre original : A Dog's Way Home
- Réalisation : Charles Martin Smith
- Scénario : W. Bruce Cameron et Cathryn Michon, d'après le roman A Dog's Way Home de W. Bruce Cameron
- Décors : Eric Fraser
- Costumes : Monique Prudhomme
- Photographie : Peter Menzies Jr.
- Montage : Debra Neil-Fisher et Sabrina Plisco
- Musique : Mychael Danna
- Producteur : Gavin Polone et W. Bruce Cameron
  - Producteur délégué : Dong Yu, Jeffrey Chan, T.D. Jakes, Derrick Williams et Bob Dohrmann
- Production : Columbia Pictures, Polybona Films et Pariah
- Distribution : Sony Pictures Releasing France
- Pays d'origine :  États-Unis
- Genre : Drame
- Durée : 96 minutes
- Dates de sortie :
  -  Russie et  Hongrie : 10 janvier 2019
  -  États-Unis,  Taïwan et  Viêt Nam : 11 janvier 2019
  -  France : 10 avril 2019

## Distribution
- Bryce Dallas Howard (VF : Barbara Beretta ; VQ : Kim Jalabert) : Bella
- Ashley Judd (VQ : Natalie Hamel-Roy) : Terri, la mère de Lucas
- Jonah Hauer-King (VF : Clément Moreau ; VQ : Maël Davan-Soulas) : Lucas
- Edward James Olmos (VF : Gabriel Le Doze) : Axel
- Alexandra Shipp (VQ : Geneviève Bédard) : Olivia
- Wes Studi : Capitaine Mica
- Chris Bauer : Kurch
- Barry Watson (VQ : Martin Watier) : Gavin
- Tammy Gillis : Officier Leon
- Patrick Gallagher : Teo
- Veenu Sandhu  : Officier Reece
- John Cassini (en) (VQ : Paul Sarrasin) : Chuck
- Motell Gyn Foster (VQ : Adrien Bletton) : Taylor